# コルベット (風の谷のナウシカ)
コルベットは、宮崎駿による日本の漫画およびアニメーション映画『風の谷のナウシカ』に登場する架空の大型航空機。

## 概要
独特な風貌を持つ前翼と後翼の面積がほぼ等しいタンデム翼機である。漫画版・映画版共に戦闘艦としての「コルベット」（装甲コルベット）が登場したほか、漫画版では王族が搭乗する戦闘艦としての「重コルベット」も登場した。本稿では両者について記述する。尚、現実世界でも小型の戦闘艦船の通称としてコルベットという名前が古くより用いられている（詳しくはコルベットを参照）。

## 装甲コルベット（漫画版）

### 設定
多目的戦闘艦で、多人数が乗る船としては中型の部類に属する。劇中で単にコルベットと呼称した場合は、この装甲コルベットを指す。塗装は明るい灰色。機首及び補助翼の外側に紋章がついている。
機体は細長く機首は尖っており、下方の視界確保を重視した風防の後ろに操縦席がある。機体中部では配管等が外部に露出しており、不時着時のクロトワの行動からエンジンがここに収まっていることがうかがえる。また、乗員の迅速な出入りの為に後部は大きく開口している。ほぼ同じ大きさの前・後翼を機体上面に肩持式に持ち、それぞれの左右の下部にエンジン噴射口・逆噴射口を持つ垂直な補助翼が備わり、これは着陸脚を兼ねた構造をしている。また後部の補助翼は機体との間にさらに水平な補助翼を持つが、これは後述の重コルベットには存在しない特徴的な構造。
武装は機首下部に前方固定の4基のロケットランチャーの発射器を持つほか、機体の前後左右と上部に複数の機銃座が配置され、劇中の航空機としては火力は比較的大きい部類に属する。また上部の銃座は主に上方への見張り台、つまりマストトップを兼ねている。見た目の大きさの割に機動性は低くはなく、クロトワの様な腕のある操縦士ならばガンシップやバムケッチ等の身軽な戦闘機を追い回すことも可能。不整地への着陸が可能であり、またタンクの破損や後翼に被弾しても飛行可能など多少の耐弾性を持つ。しかしペジテ市のガンシップから機銃掃射を受けた際は機体に多くの破孔が開き、内部に相当な死傷者を出している。
艦内は後部開口部への扉がある描写があるが気密性は低く瘴気の中を飛行する際はマスク装着が必須になる。ただし食料庫等、一部は密閉が可能な区画がある模様。艦内での連絡には伝声管を用いる。荷室にはナウシカのトリウマやメーヴェ等軽量であるなら多少の物資ないし人員の搭載も可能。しかしペイロード的には離陸重量の制限枠分程度の余裕でしかなくあまり重い物は運べない。そのため、土鬼軍（ドルク）が傷つけおとりにした王蟲（オーム）の子を、王蟲の群に帰す為中に入れ、酸の湖の中州から対岸にいる群まで空輸した際には、一旦艦内の重量物を外に降ろす必要があった。また、機体上部にはクシャナの戦旗が収納されていて、劇中で一度だけ使用された。登場人物の発言によると、劇中で一度だけ嚮導旗（きょうどうき）を掲げた事もある。

### 劇中
クシャナ率いる親衛隊（装甲兵）の旗艦、またクシャナの搭乗艦として物語序盤から登場し、ペジテ市から逃走したブリッグの追跡や辺境諸国のガンシップの先導、バカガラスの船団護衛などに当たった。腐海南進作戦の途中、腐海上空でアスベルの操るペジテ市のガンシップと交戦した際は、当初は銃座から射撃を行うばかりで護衛していたバカガラスは甚大な被害を受けるが、クロトワが操縦を代わったことで見違える動きを見せ、アスベルがナウシカの心象に気を取られた隙に、撃墜した。以降戦闘での局面ではクロトワが主に操縦桿を握った。
艦隊壊滅後は単独で腐海の南進を続け、土鬼に行きサパタ付近の村で活動していた第2軍のバムケッチ2機と交戦した。1機目は不意を突く形で撃墜し、2機目はドッグファイトの末撃墜した。機動力に勝る相手だったが、クロトワの高い操縦技術がこれをカバーした。これにはナウシカも同乗している。物語前半の多くの場面に登場して活躍したが、最後はトルメキアが占領中のサパタに着陸する際に土鬼軍の砲撃を受けて大破炎上、火薬に引火して爆発を起こした。エンジンはクロトワによって回収されている。その後、土鬼のカボへの移動の際には将軍所有だったケッチを用いた。

## コルベット（映画版）

### 設定
機体は上述した漫画版の装甲コルベットとほとんど同じ描写がなされるが、機体中部に露出する配管等の描写は簡略化されている。また漫画版と異なりホバリングする機能を有しているが、通常の滑走による離陸も行っている。『スタジオジブリ作品関連資料集型録 I』によると、全長は40メートル前後である。塗装はブルー系。ロマンアルバムによると、機首に紋章がついている。

### 劇中
序盤からクシャナ率いる艦隊の護衛機として登場している点は漫画版と共通ながら、クシャナは搭乗せず旗艦としては扱われていないのが大きな違いとなっている。また兵隊も装甲兵ではなく軽装の強襲兵で、風の谷を急襲した際は、機体を空中停止させ後部の開口部から城の中庭に兵士が降りるなど、強襲揚陸艦の様な働きもした。
中盤のペジテ市に行く途中、腐海上空でペジテ市のガンシップと交戦した際は機動性に劣るのか苦戦（漫画版と異なりクロトワは搭乗していない）、クシャナの乗るバカガラスに乗っていた装甲兵を苛立たせている。最終的にはアスベルがバカガラスに乗るナウシカの姿と心象に気を取られた隙に、ロケット砲で撃墜するものの、艦隊のバカガラスは、クシャナ、ナウシカと従者である城オジのミトが積載した風の谷のガンシップで脱出後、全滅してしまった。
物語後半では単艦で作戦行動をとり、遭遇したペジテ市のブリッグに砲撃を加えたり雲に押し付けたりするなどの攻撃を行い、後部開口部からロープ伝いに兵士を乗り移らせてブリッグの接収を試みた。またブリッグからメーヴェで脱出したナウシカを追い回す。しかし風の谷のガンシップと遭遇、真正面から砲弾を受けて撃墜された。

## 重コルベット（漫画版）

### 設定
漫画版に登場する装甲コルベットを改良したと思しき超大型機で、王族が搭乗。装甲コルベットと似たシルエットを持ちながら、その性能や外見は全体的に大きく変化している。
大きさは装甲コルベットに比べるとかなり大きい。機首の操縦席が装甲コルベットの上方視界に劣る特徴的なものから格子状の窓のようなものになっている。前述の窓の後ろの操縦席には現実の帆船のような巨大な舵輪があり、巨神兵に機首を抑えられた際は2人がかりで操舵する描写が見られた。機体色は、装甲コルベットより暗くて、より力強い色みになっている。エンジンの噴射口を備える垂直の補助翼兼主脚は非常に太く、着陸時は装甲コルベットが胴体も地面に接していたのに対して、この補助翼のみが接地している描写が見られる。補助翼の主翼への付け根正面には、左右にそれぞれトルメキア王家の紋章が入る。装甲コルベットの項で記述した様に、後部の垂直補助翼と機体を結ぶ補助水平翼は存在しない。ただし小さな水平の補助翼が機体の後部から突き出している。乗員の搭乗は左右斜め下に開くタラップから行われている模様。
武装は窓から機銃を構えて覗く通常の銃座ではなく、B-29に見られるようなリモートコントロール方式の二連装旋回銃座が用いられており、機体各所に装備されたドーム状のキャノピーから射手が遠隔操作する。機体下部のロケット砲も四連装一門から三連装二門を左右に装備する形に変更された。また装甲も大幅に強化されている。そのため風の谷のガンシップが重コルベットを攻撃した際は機体ではなく翼の付け根を狙ったが、反撃できずに敗走こそしたものの煙を噴く程度で撃墜されるには至らなかった。尚、特徴的な2本の角のようなパーツは旗を掲げるためのもの。後述する、#劇中で最初に登場した機体が、信号用の旗を左側に掲げる為に一度だけ使用した。
船内は王族の搭乗艦にふさわしく、大きなベッドや豪華な装飾の存在がうかがえる。風呂もある模様。

### 劇中
物語中盤から終盤にかけて3回登場しており、少なくとも2機から3機の存在が確認できる。
最初はカボに駐留するトルメキア第3皇子の搭乗艦として登場。部隊からバカガラスの接収を目論むクシャナの作戦を信号旗と発砲による警告で頓挫させ、さらにクシャナとクロトワが乗ったケッチに体当たり、これを大破させた。しかし翅蟲（はむし。翅〈はね〉を持ち空を飛ぶ腐海の蟲）の襲来からの逃走に失敗、空中で破壊され墜落した。
2回目は上述した経緯で行方不明となった第3皇子の捜索を単機で行う様子が描写されている。クシャナが「兄の船か」と呟くが、具体的に誰が乗っていたかの描写は無い。上述の第3皇子の乗る機体の墜落地点上空で風の谷のガンシップと遭遇、砲火を浴びせるが反撃に出たガンシップから翼の付け根を攻撃され炎上し、煙を噴いて逃走した。トルメキアに帰った。
3回目は第1・2皇子の搭乗艦、バカガラスの艦隊の旗艦として登場。土鬼の聖都シュワを目指す道中で、同じくシュワを目指す巨神兵と土鬼のゴス山脈で遭遇した時に進路を妨害され、巨神兵と共にいたナウシカを人質に取り、巨神兵を操ろうとした。その後、ナウシカの呼びかけに応じた巨神兵により上部装甲を破壊され、ナウシカと2人の皇子をさらわれた上に、巨神兵が艦隊近くの空に向かい威嚇射撃をした為、逃走した。トルメキアに帰った模様。2回目に登場した機体とは別のものである模様。

## 備考
漫画版では将軍や貴族がバカガラスやケッチに乗る描写が多いのに対し、クシャナや三皇子ら王族は装甲コルベットないし重コルベットを使用している。